# Vioolconcert (Berthold Goldschmidt)
Het Vioolconcert in d klein van de Duits-Britse componist Berthold Goldschmidt is een vrij onbekend vioolconcert.

## Ontstaan
De eerste ideeën voor een werk voor viool en orkest kwamen in de jaren dertig bij Berthold Goldschmidt op. Zo'n twintig jaar later, in 1952, had hij het concert in zijn eerste vorm af (in deze vorm was nog geen sprake van de finale). In 1954 kreeg het vioolconcert zijn definitieve vorm, waarover in de volgende alinea meer zal worden verteld. De wereldpremière was op 2 februari 1954, in BBC Studio Broadcast te Glasgow. Uitvoerenden waren: Erich Grünberg, viool begeleid door het BBC Scottish Symphony Orchestra onder leiding van de componist.

## Vorm
Het vioolconcert van Berthold Goldschmidt is symfonisch qua opzet en heeft vier delen:
- I. Sostenuto - Allegro (d klein) Na een langzame inleiding volgt een vlugger deel, waarin de langzame inleiding herhaaldelijk terugkeert, al dan niet in een andere toonsoort.
- II. Andante Amoroso (As groot) De titel spreekt voor zich; een lieflijk Andante.
- III. Gigue (As groot) Dit was oorspronkelijk het laatste deel, maar in de definitieve versie is dit meer een soort Scherzo zonder trio.
- IV. Finale (d klein) En dan tot slot de echte finale, dus later geschreven dan de rest van het stuk.

## Discografie
Na de première-opname uit 1954 zijn er weinig opnamen gemaakt van het stuk. Een paar jaar geleden echter nam de violiste Chantal Juillet samen met het Philharmonia Orchestra het stuk op, weer onder leiding van de componist, Decca Records was het platenlabel. De opname is verschenen in de box 'Entartete Musik' van het NRC Handelsblad.